# Anusia
Anusia is een geslacht van vliesvleugeligen uit de familie Encyrtidae. De wetenschappelijke naam van dit geslacht is voor het eerst geldig gepubliceerd in 1856 door Förster.

## Soorten
Het geslacht Anusia is monotypisch en omvat slechts de volgende soort:
- Anusia nasicornis Förster, 1860